# Batalla d'Hondschoote
La batalla d'Hondschoote fou un enfrontament armat que va tenir lloc durant la campanya de Flandes durant la campanya de 1793 de les Guerres de la Revolució Francesa. Es va produir durant les operacions del setge de Dunkerque entre el 6 i el 8 de setembre de 1793, a Hondschoote (França), entre tropes franceses sota el comandament del general Jean Nicolas Houchard i el general Jean-Baptiste Jourdan, i tropes britàniques i hannoverianes sota el comandament del mariscal Wilhlem von Freytag. El resultat fou una victòria francesa.

## Antecedents
L'agost de 1793, l'exèrcit de la coalició sota el comandament del príncep de Coburg havia pres Condé, Valenciennes i Le Cateau al nord de França. Els aliats van planejar assetjar Cambrai, però el govern britànic va ordenar que el cos anglohannoverià del duc de York prengués el port de Dunkerque, la possessió de la qual creien que seria una base militar valuosa i una peça rellevant per a les negociacions. Els aliats pensaven que les seves defenses, ocupades per 8000 homes sota el comandament de Joseph Souham, estaven en un estat deficient i que serien vulnerables a un assalt. York es va concentrar a Menen i va dividir el seu comandament en dues forces: 22.000 soldats britànics que va dur directament a capturar la ciutat de Dunkerque, i 14.500 homes de suport amb el mariscal Wilhelm von Freytag, amb tropes de Hannover i deu esquadrons de cavalleria britànica, amb la missió de protegir el flanc esquerre de York. El duc de York va obligar Souham a refugiar-se dins de Dunkerque i va capturar el suburbi de Rosendaël el 24 d'agost; després inicià el setge de Dunkerque pel costat est. El setge podria allargar-se força temps, ja que York no disposava encara d'artilleria de setge ni els homes necesaris per envoltar adequadament la ciutat.
Arribant a Poperinge el 20 d'agost, les tropes de Hesse sota el comandament de Freytag van obligar els francesos a abandonar Oost-Cappel i Rexpoëde i replegar-se cap a Bergues. Dos dies més tard, aquesta ciutat fortificada va quedar envoltada per un desplaçà cap al sud de Bergues i capturà Wormhout i Esquelbecq. Després, el cos es va estendre en un prim cordó militar; la seva esquerra era a Poperinge, la dreta, a Houtkerque. El comandament de Freytag es va dividir en una sèrie de petits destacaments avançats als pobles ocupats. Freytag era un comandant experimentat i havia servit durant la guerra dels set anys on comandà tropes lleugeres, però a Hondschoote la seva confiança en el sistema de cordons amb destacaments resultà fatal.

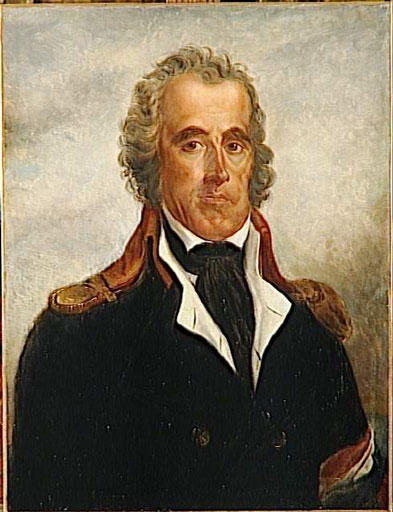
El general Jean Nicolas Houchard.

El nou comandant francès de l'Armée du Nord era Jean Nicolas Houchard, un general valent i experimentat, però poc capaç com a comandant en cap. París estava immersa en Regnat del Terror i les sospites permanents. Situat entre les exigències del représentant en missions i l'estat inadequat de les tropes sota el seu comandament, Houchard era molt conscient que el seu càrrec de comandant de l'Armée du Nord podia ser fatal, i la seva confiança i la dels seus subordinats era molt baixa. Houchard va escriure sobre el comandament: «La meva vida està enverinada […] arreu m'ha precedit la calúmnia, arreu he patit agonies, atès que no he trobat res més que desconfiança en totes les persones que no em coneixen».
No obstant això, després de la Levée en Masse, les tropes sota el seu comandament estaven sent reforçades ràpidament amb nous reclutes. Lazare Carnot, recentment elegit per al Comitè de Salvació Pública, havia galvanitzat l'estructura de comandament i havia ordenat una ràpida concentració de forces al sud de la posició de Freytag. El 24 d'agost, 20.000 homes es trobaven al campament atrinxerat de Cassel, 4.000 a Lille i entre 12 i 15.000 més en ruta des del front del Mosel·la.
Els anglo-hannoverians eren conscients que els francesos estaven reforçant el seu front i van demanar reforços de Coburg, però els austríacs estaven ocupats amb el setge de Le Quesnoy. Les úniques concessions realitzades van ser que un cos comandat per Beaulieu es traslladés a Bouvines i Orchies, mentre que les tropes holandeses del príncep d'Orange es van distribuir entre Lannoy i Menin.
El 27 d'agost, Houchard va llançar 15.000 homes en tres columnes contra les forces d'Orange i Beaulieu en direcció a Tourcoing i Menin. La columna de Macdonald va ser derrotada a Lannoy, i la mateixa sort va tenir Dumas a Lincelles. A Tourcoing, enfrontats a la columna central d'Houchard, els holandesos van abandonar el poble després d'una dura lluita, però els francesos victoriosos es van dispersar per a saquejar, i, al final, van acabar fugint en descobrir dos petits cossos de cavalleria enemiga. Houchard havia volgut intentat amenaçar Menin, i és cert que un atac per aquí hauria pogut tallar tot el cos britànic, però la confusió es va apoderar de les files franceses, Houchard va perdre 7 canons i va perdre l'oportunitat d'una victòria contundent.

## La batalla del 6 de setembre

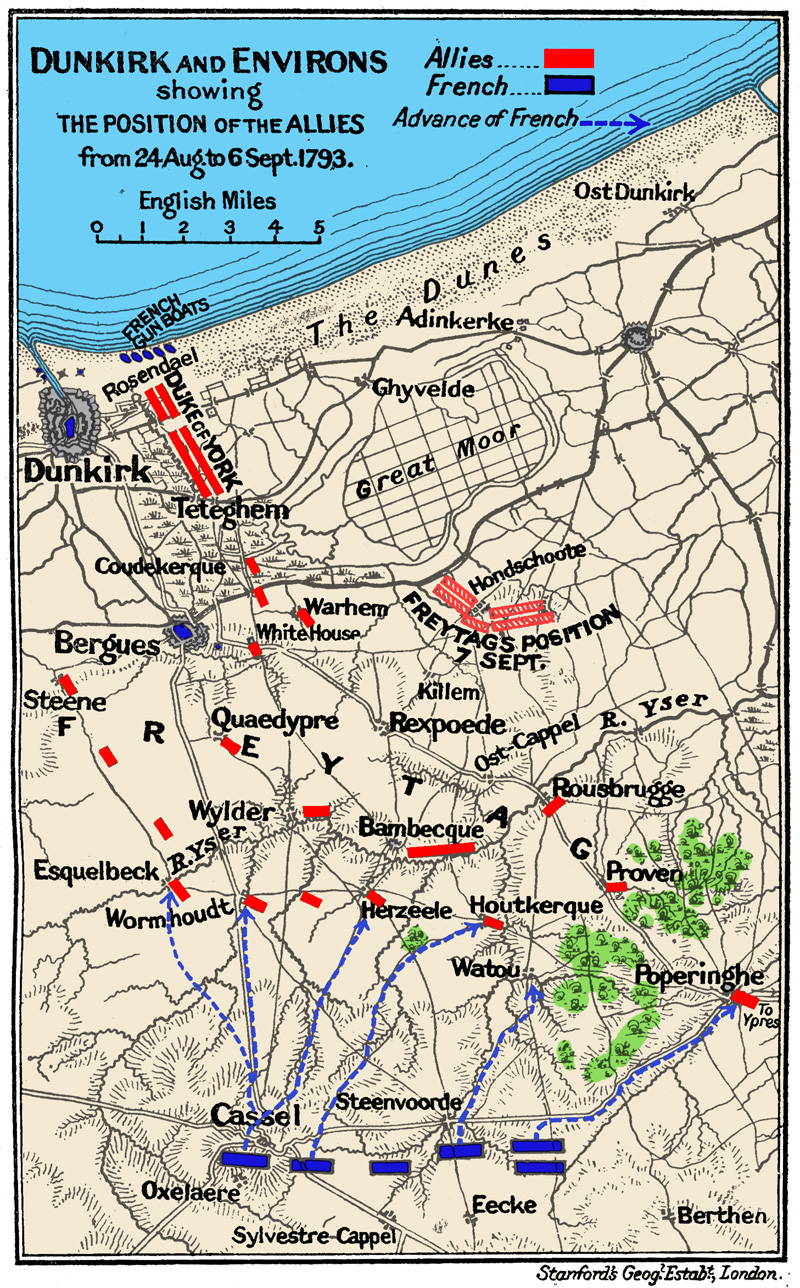
Posicions el 7 de setembre, durant el setge de Dunkerque i la batalla d'Hondschoote

En adonar-se que l'objectiu de York era assetjar Dunkerque, Houchard va veure l'oportunitat de penetrar entre els anglo-hannoverians i els austríacs. Tot i això, no tenia cap intenció de reunir tropes per fer un cop decisiu i només va planejar utilitzar les forces concentrades a Cassel per mostrar-se davant de York i allunyar-lo de Dunkerque.
A principi de setembre, Houchard es va assabentar de l'execució de Custine a París, cosa que el va desanimar profundament i va permetre als representants actuar lliurement. El dia 5, reforços del Rin van augmentar les forces a Cassel a 45.800 homes. El mateix dia, Freytag, temorós de l'acumulació francesa, va enviar dos destacaments per prendre Arneke. Houchard probablement era conscient que un atac d'encerclament contra les comunicacions de York seria l'estratègia més eficaç, però sota la pressió dels représentants, va decidir llançar un atac directe a la fina línia de Freytag, distribuïda en destacaments al sud de Dunkerque.
El 6 de setembre, les forces d'Houchard estaven disposades en vuit comandaments. A la dreta, Dumesny (9.000 homes) era a Bailleul. Al seu nord-oest estava Vandamme (4.500), mentre que Hédouville (7.400) es trobava a Steenvoorde. A continuació, hi havia el cos de Jourdan, amb 13.000 homes al campament de Cassel. Una mica al nord d'aquest, sobre el turó de Cassel, es trobava a Landrin (6.000). Força més al nord, Bergues estava ocupada per Leclaire amb 6.000 homes i, finalment, la guarnició de Dunkerque podia disposar de 6.000 homes. En total, Houchard va utilitzar uns 51.000 homes contra els 35.000 de York, en un front de 18 milles.
A l'alba del dia 6, 30.000 republicans van avançar des d'aquestes posicions. Hédouville va expulsar els defensors de Poperinge, mentre que a la seva dreta Vandamme avançava amb poca resistència fins a Proven. Després, van capturar Rousbrugge, van creuar l'Yser i es van detenir a Oost-Capel. Al flanc esquerre, Landrin es va enfrontar a Wormhoute amb una forta resistència. Encara més a l'esquerra, Leclaire va avançar des de Bergues, però es va veure obligat a recular per l'ala dreta de Freytag comandada per Wallmoden.

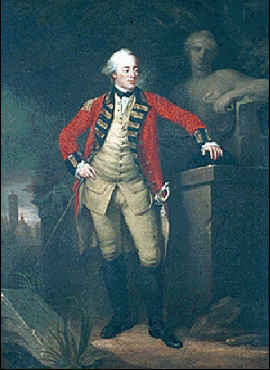
Johann Ludwig von Wallmoden

En el centre, la brigada de Colaud de la columna d'Hédouville expulsà els defensors d'Houtkerque, on aviat se li uní Houchard amb la divisió de Jourdan. Houchard havia planejat unir-se amb Hédouville a través de Rousebrugge i després marxar amb les dues columnes cap a Hondschoote, però per la insistència del seu oficial, Ernouf, va abandonar aquest pla i, en canvi, va fer cap a l'oest, cap a Herzeele, i envià Colaud a Proven. Jourdan va liderar l'assalt a Herzeele, que va capturar ràpidament; encoratjat per aquest èxit, Houchard avançà per creuar l'Yser i capturar Bambecque.
Els homes de Freytag van aguantar l'assalt malgrat llur inferioritat numèrica; els combats es van allargar molt i, en concret, les tropes que havien de fer front a Houchard i Jourdan darrere de l'Yser van aguantar a Bambecque tot el dia, ajudats per una violenta tempesta. Mentre que les municions franceses començaven a escassejar, Jourdan va escriure a Houchard per preguntar-li si havian d'aturar l'atac, cosa a la qual el cap d'estat major Berthelmy va respondre: «Hem de vèncer a qualsevol preu; si no hi ha cartutxos, que no hi ha baionetes?» Finalment, cap a les sis de la tarda, el regiment de Bernadotte va aconseguir travessar el riu i els hannoverians es van retirar de Bambecque. Amb els seus homes esgotats i sabent que la columna d'Hédouville també havia creuat el riu a Oost-Capel, Houchard volia aturar-se la nit, però el représentant Hentz va anul·lar les seves ordres i anuncià que «els homes lliures mai no han estat massa cansats per lluitar contra els esclaus dels tirans; l'exèrcit ha de continuar el seu avenç». D'aquesta manera, les tropes van continuar cap a Rexpoede, que va ser ocupat per Jourdan amb tres batallons i un regiment de cavalleria.
A les vuit del vespre, Freytag va ordenar una retirada vers Hondschoote i envià ordres a Wallmoden perquè s'unís a ell. Freytag va dirigir els seus homes a través del camí de Rexpoede, sense saber que la ciutat ja havia caigut a les mans dels francesos, de manera que l'avantguarda de la columna va topar directament amb les posicions franceses. Després d'una confusa lluita, Freytag va ser ferit i capturat, juntament amb el futur duc de Cambridge. Aquest, però, va poder escapar gràcies a l'ajuda del seu jove ajudant de camp de Gerhard von Scharnhorst; Freytag va romandre presoner dels francesos fins que Walmoden, que havia sospitat que el seu comandant podia estar en perill, va arribar amb la seva columna a Rexpoede i recapturà la ciutat, dispersant els tres batallons de Jourdan i quasi atrapant Houchard. Això provocà un pànic generalitzat en les tropes franceses, de manera que alguns batallons tornaren fins a les posicions inicials a Cassel.

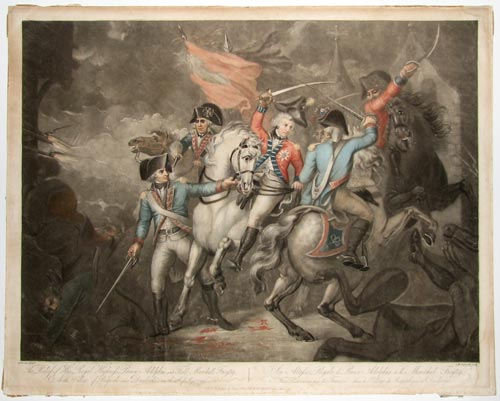
Freytag i Cambridge capturats a Rexpoede

Walmoden va assumir el comandament de tot el cos i va tornar a Hondschoote, arribant-hi cap a les sis del matí del dia 7. Va situar la seva esquerra al poble de Leysele, el seu centre davant de la ciutat i la seva dreta al canal de Bergues. El seu front estava protegit per un conjunt de tanques i rases, un terreny típic de bocage; l'únic pas era sobre un dic que duia a la vila de Hondschoote. Era una gran posició defensiva, però impedia als hannoverians emprar la seva cavalleria, molt superior a la francesa. Walmoden va demanar amb urgència reforços a York, però a causa de la inundació dels camps al voltant de Dunkerque, l'única manera d'enviar tropes era passant per Bergues.

## L'atac del 8 de setembre
L'endemà, Houchard va intentar renovar l'assalt, però les tropes de Jourdan estaven molt disperses i desmoralitzades després de la lluita, de manera va retirar les forces a la riba sud de l'Yser per reorganitzar-se i rebre subministraments. No obstant això, a la seva esquerra, Leclaire va avançar una vegada més cap a Bergues i es va trobar amb la columna d'Hédouville que avançava des d'Oost-Capel. A la nit, les sevses forces eren a Rexpoede i Maison Blanche, respectivament. Al seu darrere, Landrin era a Wormhoudt, a l'oest de les tropes d'Houchard a Herzeele. Més al nord, Vandamme, amb els seus 4.400 homes, va sortir de Proven i va avançar vers Hondschoote per Rousbrugge i Oost-Capel, però fou refusat per Wallmoden.
A l'alba del 8 de setembre la situació era la següent: Walmoden era a Hondschoote amb 13.000 homes, enfrontat a les tres columnes de Vandamme, Leclaire i Hédouville, amb 17.800 homes. Al seu darrere es trobaven les restes de les columnes de Jourdan i d'Houchard, amb uns 13.000 homes, juntament amb 6.000 soldats frescos de Landrin. Més lluny, a Bailleul, hi havia 9.000 homes sota el comandament de Dumesny. Les forces d'Houchard, doncs, estaven, altra vegada, repartides en un front molt ampli.
Houchard va decidir llançar un assalt sobre Hondschoote amb tres eixos principals. A l'esquerra francesa, la columna de Leclaire havia d'atacar Hondschoote des de la direcció de Maison Blanche, al llarg del canal i les terres inundades. Al centre, Houchard dirigiria personalment l'atac principal amb la divisió de Jourdan, desde Rexpoede, flanquejada a l'esquerra per Vandamme i a la dreta per la brigada de Colaud. Hédouville havia de moure's cap al nord-oest fins a Bergues i després girar cap a l'est per unir-se a la batalla a Hondschoote. La columna de Landrin va ser enviada a Dunkerque per ajudar a fixar les tropes del duc de York. Per tant, dels 43.000 homes de què disposava, Houchard només va utilitzar uns 22.000 per a l'atac, mentre que va enviar 12.000 a Dunkerque i els 9.000 homes de Dumesny van romandre davant d'Ypres, lluny de l'acció.
Aquesta dispersió de les forces fou un error que va mostrar les deficiències d'Houchard com a comandant; si hagués concentrat el seu atac contra l'esquerra hannoveriana a Leysele, en lloc de donar el pes principal al centre, Walmoden s'hagués vist obligat a retirar-se per protegir la seva línia de retirada. No obstant això, l'aspecte tàctic afavoria els republicans; el terreny accidentat davant d'Hondschoote s'adaptava perfectament a les tropes més lleugeres franceses; els homes de Jourdan i Vandamme mantingueren un foc constant des de la protecció del bocage que els hannoverians no van poder respondre. Després de quatre hores de combat, amb lluites cos a cos, els francesos del centre no aconseguien avançar i, de fet, començaven a retirar-se. Amb el centre vacil·lant, Houchard va dur la brigada de Colaud a la dreta i demanà a Jourdan que tornés a atacar quan sentís la càrrega. Quan la línia francesa va començar a enfonsar-se, Jourdan va avançar el seu batalló de reserva, amb l'esperança d'utilitzar-lo com a punt fort per llençar l'atac. Jourdan va resultar lleugerament ferit al pit, però va poder sentir el senyal d'Houchard que indicava l'inici de la càrrega per la dreta i ordenà l'atac; a la dreta, Houchard va liderar la càrrega al capdavant de la 17a de cavalleria.
Havent perdut un terç de les seves forces, amb l'ala esquerra amenaçada per l'aproximació d'Hédouville i amb escassetat de municions, els hannoverians es van veure obligats a abandonar la vila. Amb fortes pèrdues, Walmoden es va retirar en dues columnes desordenades cap a Furnes, protegit per un batalló hessià i la seva cavalleria, que va impedir la persecució francesa.

## La retirada aliada
En rebre les notícies sobre el seu flanc esquerre que ara quedava exposat, el duc de York va donar ordres de retirar-se cap a Furnes, mentre que en consell de guerra es va decidir aixecar el setge de Dunkerque. Souham havia deixat el canal inutilitzable per al transport, de manera que l'artilleria pesant es va haver d'abandonar. A la mitjanit del dia 8, els cossos de York van començar a retirar-se cap a la ciutat costanera de Furnes (actualment Veurne), on l'endemà es va reunir amb la resta de tropes de Walmoden.

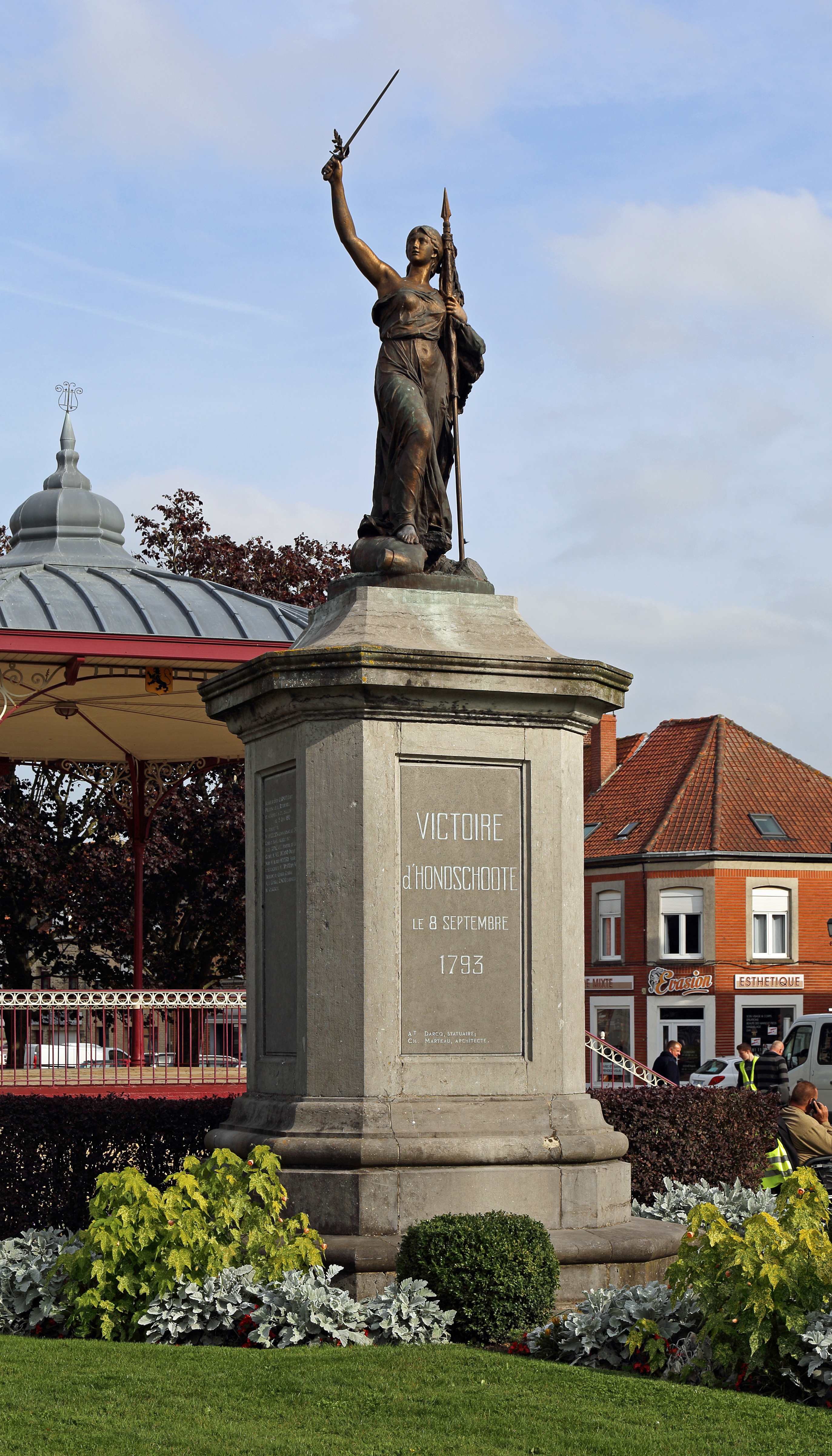
Hondschoote: monument que commemora la batalla

Houchard no va endegar cap persecució, per la qual cosa York va poder retirar les tropes sense interferència dels francesos. Això fou degut, en part, a la gran confusió que hi havia en les línies franceses, tot i que les tropes d'Hédouville, que havien estat fent tasques de reconeixent en direcció a Bergues i no van prendre part en l'acció principal, estaven disponibles. De fet, Hédouville va rebre ordres d'iniciar la persecució, però es va detenir en arribar a un pont destruït. Vandamme va rebre tres regiments de cavalleria per creuar els aiguamolls de les Grandes Moeres i perseguir a York, però només va aconseguir capturar una mica d'armes i equipament.
Durant els últims dies, Walmoden havia perdut 2.331 oficials i homes de la seva infanteria de 9.000 combatents, inclòs el general hessià Cochenhausen, que va ser capturat i més tard va morir a causa de les seves ferides. Jomini suggereix que les baixes franceses foren gairebé les mateixes, però Gay de Vernon, testimoni visual, les avalua en 1.800 homes.
A Hondschoote, 30.000 francesos van derrotar 14.500 soldats de Hesse i de Hannover, van capturant 6 estendards i, com a conseqüència de la retirada posterior, els 32 canons de setge del duc de York. Malgrat el triomf, però, Houchard va rebre moltes crítiques dels représentants. Aquests van ser testimonis de les seves vacil·lacions, però sobretot van considerar que la victòria d'Houchard havia quedat incompleta a causa de la seva covardia. Així, Lazare Carnot va expressar en una carta del 13 de setembre:
| «                                       | (francès) Nous avons reçu avec la plus vive satisfaction la nouvelle de vos brillants succès. Cependant, nous ne pouvons nous empêcher de regretter infiniment que le grand projet qui avait été formé d'abord pour envelopper entièrement l'armée anglaise et l'écraser en marchant directement par Furnes, Ostende et Nieuport n'ait pas lieu. | (català) Hem rebut amb grandíssima satisfacció les notícies dels vostres brillants èxits. Malgrat tot, no podem evitar lamentar infinitament que no s'hagi dut a terme el gran projecte que s'havia planejat per tal d'envoltar tot l'exèrcit anglès i esclafar-lo avançant directament per Furnes, Ostende i Nieuport. | » |
| — Lazare Carnot, 13 de setembre de 1793 | | |   |

Tres setmanes després de la batalla, Houchard fou arrestat, traslladat a París, jutjat per tribunal revolucionari i condemnat a la guillotina el 17 de novembre.